# Huedepohliana
Huedepohliana is een kevergeslacht uit de familie van de boktorren (Cerambycidae). De wetenschappelijke naam van het geslacht werd voor het eerst geldig gepubliceerd in 2002 door Heffern.

## Soorten
Huedepohliana omvat de volgende soorten:
- Huedepohliana masidimanjuni Vives, Bentanachs & Chew, 2009
- Huedepohliana menzelii (Ritsema, 1912)
- Huedepohliana superba (Aurivillius, 1910)
- Huedepohliana suspecta (Ritsema, 1885)